# Marc Atili Metili Bràdua
Marc Atili Metili Bràdua (llatí: Marcus Atilius Metilius Bradua) va ser un polític romà que visqué durant la segona meitat del segle i i la primera meitat del segle ii.
Bràdua era membre de la Gens Atília, una família poderosa de rang consular que podrien haver estat entre els patricis de Roma. El seu nom complet era Marcus Atilius Metilius Bradua, cosa que suggereix que la seva mare pertanyia a la Gens Metília i que probablement el seu oncle fos Publi Metili Sabí Nepot.
Bràdua era originari de la Gàl·lia Cisalpina. El seu pare, Marc Atili Pòstum Bràdua, va servir com a procònsol romà d'Àsia durant el regnat de Domicià (81-96).
Probablement, gràcies al seu rang de patrici, Bràdua escalà de qüestor a pretor, segurament servint també com a Tribú militar. El 108, Bràdua va ser nomenat cònsol amb Api Anni Treboni Gal. Després del consolat, va tenir el càrrec de pontífex màxim.
Del 111 fins al 118, Bràdua fou el governador de Britànnia. Més tard, seria traslladat i seria de nou governador a la Germània Inferior o la Germània Superior. El 122 o 123, Bràdua era Procònsol d'Àfrica (província romana). Va acompanyar a l'emperador Hadrià en un dels seus viatges al voltant de l'imperi i va morir durant el regnat de l'emperador Antoní Pius (138-161).
La seva esposa, Caucídia Tertul·la, era una aristòcrata de llinatge etrusc. Amb ella, Bràdua tingué dos fills: Marc Atili Metili Bràdua Caucidi Tertul Bas, i Atília Caucídia Tertul·la, qui es casà amb Treboni Gal, fill del col·lega consolar de Bràdua. La seva neta va ser la influent aristòcrata Ànnia Regil·la.